# エヴォラ (チーズ)
エヴォラ（ポルトガル語: Queijo de Évora）はポルトガルで生産される、羊乳を原料としたチーズ。名称は産地のひとつエヴォラに由来する。
1996年に、EUの原産地名称保護制度におけるPDO認定を受けている。スローフード協会により、「味の箱舟」に選定されている。
原料には羊乳の生の全乳を、凝固剤にはチョウセンアザミのおしべをそれぞれ使う。表皮はアイボリー色（熟成が進むと灰色）のカビが見られ、中身は淡黄色で引き締まっている。アレンテージョ産の白ワインと相性がよいとされる。
保存にあたっては、オリーブ・オイルに漬け込むことが多い。